# Vor dem Frost
Vor dem Frost (Originaltitel: Innan frosten) ist der zehnte Teil der zwölfteiligen Kurt-Wallander-Serie des schwedischen Schriftstellers Henning Mankell. 2002 erschien er erstmals auf Schwedisch, 2003 in deutscher Übersetzung. Er ist als einziges in der Reihe aus der Perspektive von Linda Wallander, der angehenden Polizistin und Tochter Kurt Wallanders, geschrieben.

## Inhalt

### Prolog:Jonestown
Den Prolog bildet ein Blick auf die Ereignisse in Jonestown im November 1978, das zu dieser Zeit Schauplatz eines Massenmordes und -selbstmordes wurde. Erik Westin, der aus Schweden geflohen war und sich der messianischen Bewegung von Jim Jones angeschlossen hatte, kann als einziger entkommen.

### 1. Teil:Aaldunkel
Am 21. August 2001 fliegen im schwedischen Schonen brennende Schwäne über den Marebo-See (Marebosjö). Der Mann, der sie angezündet hatte, informiert anschließend die Polizei. Kurt Wallander untersucht den Fall routinemäßig und nimmt dabei seine Tochter Linda mit, kann aber am fraglichen See keine Spuren entdecken. Der Fall wird ad acta gelegt. Linda wohnt in der Wohnung ihres Vaters und bereitet sich auf ihren Polizeidienst in Ystad vor, der am 10. September beginnen soll. Im Lauf des Sommers hatte sie ihre Freundschaften mit Anna Westin und Lill Zeba („Zebra“), zwei Freundinnen aus der Schulzeit, aufgefrischt. Bei einem Treffen mit Linda behauptet Anna, sie habe bei einem Ausflug in Malmö ihren seit 24 Jahren verschwundenen Vater gesehen. Linda bezweifelt dies und gibt dies Anna auch klar zu verstehen.
Am nächsten Tag, dem 27. August, ist Anna aus ihrer Wohnung verschwunden. Linda glaubt nicht an eine natürliche Erklärung und dringt in Annas Wohnung ein, kann jedoch keine Hinweise auf den Grund des Verschwindens finden. Zwischenzeitlich wird ein polizeilicher Fall bekannt, der eine Ähnlichkeit mit den brennenden Schwänen aufweist: Auf einem Bauernhof wurde ein Kalb angezündet und starb. Linda darf ihren Vater bei den Ermittlungen vor Ort begleiten. Als Täter wird ein Sadist vermutet. Auf ihrer Suche nach dem Verbleib ihrer Freundin hat Linda inzwischen begonnen, Annas Tagebücher zu lesen. Linda entdeckt dort Notizen (Meineide, Vatikan), die sie nicht versteht. Bei einer weiteren Ermittlung, an der Linda an Seite ihres Vaters teilnimmt, findet sie einen Verknüpfungspunkt zu den Tagebüchern: Die Kulturgeographin Birgitta Medberg, die die Geschichte von Wegen und Pfaden erforscht, wird vermisst.
Linda findet in einem von Annas Tagebüchern einen Hinweis auf einen Brief, den Anna von Birgitta Medberg erhalten hat. Sie verschafft sich Zugang zu Medbergs Wohnung und findet dort die Karte eines Gebiets, das Medberg mutmaßlich vor ihrem Verschwinden erkunden wollte. Linda fährt zu dem Waldgebiet bei Rannesholm und findet auf einem Parkplatz den Vespa Motorroller von Birgitta Medberg. Sie verständigt ihren Vater, mit dem sie anschließend das Waldgebiet durchsucht. In einer versteckt gelegenen Hütte finden sie schließlich die zerstückelte Leiche von Birgitta Medberg.

### 2. Teil:Die Leere
Birgitta Medbergs abgehackte Hände sind zu einem Gebet gefaltet. In einer Bibel, die in der Hütte lag, sind Anmerkungen enthalten, die den Sinn der Schrift korrigieren wollen. Derweil entdeckt Linda, dass sich jemand Zutritt zu Annas Wohnung verschafft haben muss.
Nach dem Fund der Leiche von Birgitta Medberg erfährt Linda, dass diese früher Schmetterlinge sammelte. Ein Schmetterlingsbild war aus Annas Wohnung verschwunden, was in Lindas Augen den Zusammenhang zwischen Anna und Birgitta Medberg erhärtet. Auch die Polizei nimmt nun das Verschwinden von Anna ernst, nachdem Kurt Wallander zuvor Lindas diesbezüglichen Befürchtungen noch keine Bedeutung beigemessen hat. Linda ist auf dem Weg, Annas Mutter zu besuchen, als sie diese durch das Gartenfenster mit einem Mann reden hört. Sie kehrt um und tritt auf dem Weg zurück zum Auto in eine Tierfalle. Die Angaben von Annas Mutter über das Aussehen des Mannes gegenüber der Polizei stimmen nicht mit Lindas Erinnerungen überein. Im Briefkasten der Wohngemeinschaft von Anna in Lund, wo diese Medizin studieren soll, findet Linda einen Brief mit einem Hinweis auf ein als Versammlungsstätte dienendes Haus in Lestarp.
Linda fährt dorthin und sieht auf dem Kirchplatz einen Mann, den sie glaubt, mit dem Besucher bei Annas Mutter identifizieren zu können. Zudem gelingt ihr, den Eigentümer des Hauses, das einer sektenartig anmutenden Menschengruppe als Treffpunkt dient, ausfindig zu machen: den Norweger Torgeir Langaas. Linda will diesen in seiner Wohnung in Kopenhagen aufsuchen, findet ihn aber nicht vor, sondern wird bedroht und niedergeschlagen. Ein Mann wird der Tat überführt, gibt aber ein falsches Geständnis über das Tatmotiv ab. In Annas Tagebuch findet Linda den Hinweis auf einen Mann, der im selben Haus wohnt und fährt erneut nach Kopenhagen. Sie findet heraus, dass die Wohnung des verwirrten und dementen Manns einer anderen Person als Unterschlupf dient. Nach ihrer Rückkehr aus Kopenhagen wird in Ystad eine Kleintierhandlung in Brand gesteckt. Ein Mann ruft auf Norwegisch: Gott hat gefordert. Es ist der dritte Fall, in dem Tiere gezielt ermordet wurden.

### 3. Teil:Das Tau
Plötzlich taucht Anna wieder in ihrer Wohnung auf. Sie gibt an, sich auf die Suche nach ihrem Vater begeben zu haben, diesen aber nicht gefunden und endgültig die Hoffnung aufgegeben zu haben, dass er noch lebt. Anna wird von der Polizei zum Verhör eingeladen, das Kurt Wallander führt. Linda und ihr Vater sind der Überzeugung, dass Anna in wesentlichen Punkten nicht die Wahrheit sagt. Bevor diese Untersuchung abgeschlossen werden kann, kommt es zu dramatischen Ereignissen: Zwei Kirchen in Schonen werden angezündet und brennen nieder. In einer der Kirchen wurde zuvor eine Frau in einem erkennbar rituellen Mord erdrosselt. Sie kann als Amerikanerin identifiziert werden und trägt einen Anhänger in Form einer Sandale. Linda weiß von der Vergangenheit von Annas Vater, Erik Westins, als Sandalenmacher.
Linda, Anna und Zebra treffen sich zusammen in einem Café. Als das Gespräch auf Zebras Kind fällt, bemerkt diese beiläufig, dass sie schon einmal abgetrieben habe. Anna reagiert empört und verlässt die beiden.

### 4. Teil:Der dreizehnte Turm
Linda darf Wallanders Kollegen Stefan Fredman begleiten, als dieser einen Schlosser nach einem Mann befragt, der die Anfertigung von Schlüsseln in Auftrag gegeben hat, mit denen die Täter sich Zugang zu den zwei abgebrannten Kirchen verschafft haben könnten. Dann erfährt Linda von Anna, dass Zebra verschwunden ist und ihren Sohn zurückgelassen hat. Als Linda Details zu einer in Kopenhagen ermordeten Prostituierten bekannt werden, deren Hände zum Gebet gefaltet wurden, kann sie eine Verbindung zwischen den Fällen herstellen: Die Prostituierte hatte ebenso wie Zebra und, wie später bekannt wird, auch die in der Kirche ermordete Amerikanerin, Abtreibungen vorgenommen. Eine christliche Erweckungsbewegung wird nunmehr als Urheberin der Geschehnisse vermutet.
Torgeir Langaas kann durch Stimmenvergleiche als der Anrufer identifiziert werden, der am Anfang der Gewaltserie die Schwäne über dem Marebo-See in Brand gesetzt hatte und mutmaßlich neben Erik Westin auch an den weiteren Taten beteiligt war. Nach der Kontaktaufnahme mit den norwegischen Behörden erfährt die Polizei, dass Torgeir Langaas neunzehn Jahre zuvor aus seinem Land verschwand und Haupterbe eines vermögenden Reeders war. Zebras Verschwinden wird nun äußerst ernst genommen. Es wird befürchtet, dass Erik Westin und seine Mithelfer sie wegen ihrer Abtreibung ermorden wollen. Auch Anna, die inzwischen erneut verschwunden ist, wird von der Polizei gesucht. Eine Theologin untersucht die im Wald bei Rannesholm gefundene Bibel und stellt fest, dass die Autoren der korrigierten Version dort nach einer „verborgenen Wahrheit“ suchen.
Anna ruft im Polizeipräsidium an und will mit Linda reden. Als beide sich außerhalb des Präsidiums treffen, verhält Anna sich auffällig. Sie gehen im Streit auseinander. Linda folgt Anna, die vor ihrer Wohnung von einem Wagen zu einem in Meeresnähe gelegenen Haus bei Sandhammaren mitgenommen wird. Linda versteckt sich vor dem Haus und erfährt, dass Erik Westin und seine Gefolgsleute planen, am nächsten Tag – dem 8. September – dreizehn Dome in Schweden zu sprengen. Mit dem letzten soll ein „großer Reinigungsprozess“ beginnen. Linda will zurückkehren, doch ist sie entdeckt worden und wird von Torgeir Langaas eingeholt, im Kofferraum eines Autos in ein unbekanntes Kirchengebäude gefahren und dort gemeinsam mit der bereits gefangenen Zebra in der Sakristei eingesperrt. Anna hilft den beiden, indem sie ihnen ein Handy zur Verfügung stellt. Anhand der Geräusche von Flugzeugen kann die Polizei den Standort der Kirche eruieren.
Zebra soll in der Kirche mit einem Tau erdrosselt werden. Im letzten Moment stürmt die Polizei die Kirche. Bei dem Schusswechsel stirbt Anna, Erik Westin und Torgeir Langaas können entkommen. Die Polizei erreicht die Nachricht, dass ein mit Dynamit beladener Lastwagen in den Dom zu Lund gefahren sei. Die geplanten Angriffe auf die anderen Dome sind jedoch vereitelt worden. Torgeir Langaas begeht mit einem Auto Selbstmord, während Erik Westin noch nicht gefasst werden konnte. Als Linda Wallander mit einem Tag Verspätung am 11. September 2001 ihren Polizeidienst in Ystad aufnimmt, versammeln sich am Nachmittag die Polizisten vor dem Fernseher, um einer Nachrichtensondersendung über die Ereignisse in den USA zu folgen.

### Epilog:Das Mädchen auf dem Dach
Der Epilog des Buches spielt am 23. November 2001. Linda, die selbst zweimal ihren Suizid geplant hatte, kann ein sechzehnjähriges Mädchen davon abhalten, vom Dach eines Mietshauses zu springen.

## Hintergründe und Charakterisierung
Vor dem Frost sollte der erste Teil einer ganzen Serie mit Linda Wallander als Hauptperson sein, die dann Mankell doch nicht weiterführte.
Der Roman ist „auch eine Antwort auf den 11. September. Es endet mit dem Terroranschlag auf das World Trade Center. Was der Autor mit diesem Plot sagen will, ist klar: Schaut her es gibt nicht nur islamische Fundamentalisten sondern auch christliche.“
Linda neigt wie ihr Vater zu eigenmächtigem, sich selber in Gefahr bringendem Handeln – und wird von diesem dafür gerügt.
Im Roman Vor dem Frost tritt auch der krebskranke Kommissar Stefan Lindman auf, die Hauptfigur des im gleichen Jahr erschienenen Kriminalromans Die Rückkehr des Tanzlehrers.

## Erfolg
Das Buch stand 6 Wochen lang im Jahr 2003 auf dem Platz 1 der Spiegel-Bestsellerliste.

## Adaptionen
- Am 14. Januar 2005 wurde die Verfilmung des Romans im schwedischen Fernsehen als TV-Krimi erstmals ausgestrahlt. Mankells Wallander: Vor dem Frost bildete den Auftakt zur Serie Mankells Wallander. Die Rolle des Kurt Wallander übernahm erstmals Krister Henriksson, die Hauptrolle der Linda Wallander übernahm Johanna Sällström. Die deutsche Version wurde am 2. Juni 2006 vom Ersten Deutschen Fernsehen ausgestrahlt.

- Am 22. Juli 2012 wurde die BBC-Produktion Kommissar Wallander: Vor dem Frost mit Kenneth Branagh als Kurt Wallander und Jeany Spark als Linda Wallander erstausgestrahlt. Die deutsche Erstausstrahlung dieser Folge erfolgte am 6. Januar 2013.

- 2003 erschien in Der Hörverlag das deutsche Hörspiel zum Buch. Am 18. Juli 2007 wurde das Stück erstmals unter der Bearbeitung und Regie von Wolfgang Rumpf am Berliner Kriminal Theater aufgeführt.